# Lost Cause
«Lost Cause» —en español: «Causa perdida»— es una canción del músico estadounidense Beck, incluida en su álbum de 2002, Sea Change. Fue publicada como sencillo promocional del álbum, a través de la discográfica Geffen Records.

## Video musical
Dos videos fueron realizados para promocionar el sencillo, ambas dirigidos por Garth Jennings. El video original cuenta con una efigie de Beck cayendo del cielo. Fue producida enteramente en Adobe Photoshop. La segunda versión muestra a la banda interpretando la canción.

## Apariciones en medios
- La canción aparece en la película de Ben Stiller, Along Came Polly.
- Una versión aparece en el álbum recopilatorio de 2007, The Saturday Sessions - The Dermot O'Leary Show.[1]
- El título de la canción y el arte del álbum aparecen en varias capturas de pantalla del iPod Touch en el sitio web de Apple.
- La canción aparece en el episodio de la serie televisiva Scrubs llamado "My New Game".
- Ellen Page canta un cover de la canción en el videojuego de la empresa Quantic Dream llamado  Beyond:Two Souls, lanzado en 2013.

## Lista de canciones
CD Promo
1. «Lost Cause» – 3:47

## Posicionamiento en listas
| Lista (2002)                        | Mejor posición |
| ----------------------------------- | -------------- |
| Estados Unidos (Modern Rock Tracks) | 36             |